# 葦原邦子
葦原 邦子（あしはら くにこ、1912年〈大正元年〉12月16日 - 1997年〈平成9年〉3月13日）は、兵庫県武庫郡本庄村字深江（現・兵庫県神戸市東灘区深江）出身の女優。元宝塚歌劇団星組トップスター。本名は中原 英子（なかはら えいこ）、旧姓は岡本。夫に画家の中原淳一、長男に画家の中原洲一、孫に声優・俳優の加古臨王がいる。

## 来歴・人物
尼崎市立高等女学校（現・尼崎市立尼崎高等学校）卒業後、1928年に宝塚音楽学校に入学する。翌1929年、「春のをどり」で初舞台。宝塚歌劇団18期生で宝塚歌劇団のトップスターとして活躍し、同期生に春日野八千代、冨士野高嶺らがいた。
宝塚歌劇団在団中は「アニキ」の愛称で上級生の小夜福子や同期生の春日野と共に男役として人気を争い、宝塚歌劇団を背負って立っていった。また、小夜とともに宝塚男役の頭髪のショートカット（の慣例化）の先駆けだった。
1934年、東京宝塚劇場開場に際しての杮落とし公演は主演の「花詩集」であった。現在の男役のモチーフや基礎的なスタイル完成には葦原の貢献が大きい。「男装の麗人」として長くトップの座を保ったが結婚のため退団・引退、夫である中原との間に2男2女の子がいる。
戦後は活動を再開し、帝劇オペラやミュージカルからストレートプレイまで幅広く活躍した。また、ホームドラマでの温かみのある母親役や祖母役で人気を得た。後年は「咲子さんちょっと」での姑役・「ケンちゃんシリーズ」での祖母役・「虹を織る」での甘味食堂の女主人役などテレビドラマや舞台で脇役を演じた。
その傍らで反戦・反核運動や癌撲滅運動など、社会的活動へも精力的に参加していた。
宝塚への憧憬や愛情は強く姐御肌の性格であることも重なって、葦原は退団後もOGの重鎮として宝塚へのバックアップを惜しまず行っていたことなどから、同世代から自身の孫世代まで幅広い世代のタカラジェンヌに慕われていた。65期生で退団後芸能活動を続ける前田真里の宝塚時代の芸名葦川 牧（あしかわ まき）は葦原の命名である。
葦原は宝塚時代の持ち歌の多さも知られており、『（かつての）宝塚歌劇の音楽性の高さを知って欲しい』と、在籍時代の劇中歌ばかりを集めたリサイタル（第8回宝塚ミラーボール「葦原邦子・宝塚を歌う」
（TMP音楽祭））を行い盛況を博すなど、歌手としての活動も多く行っている。また葦原は趣味の絵画でも幾度か個展を開き、成功させている。
1997年3月13日、胃癌のため84歳で死去した。3年前の1994年に宝塚80周年を見届けたばかりだったという。
没後、2014年に設立された「宝塚歌劇の殿堂」最初の100人のひとりとして殿堂入りを果たした。

## 出演

### 宝塚歌劇団時代の舞台
- 王朝華かなりし頃（月組）（1930年11月1日 - 11月30日、宝塚大劇場）
- キヤシイードラル（花組）（1931年3月1日 - 3月31日、宝塚大劇場）
- ユングハイデルベルヒ／ライラツクタイム（月組）（1931年10月1日 - 10月31日、宝塚大劇場）
- サルタンバンク - ピエール 役（雪組）（1932年1月1日 - 1月31日、宝塚大劇場）
- 春のをどり (七曜譜)（月組）（1932年5月16日 - 5月31日、宝塚大劇場）
- パリゼット（花組）（1932年6月1日 - 6月30日、宝塚大劇場）
- 鬼子母神／ブーケダムール（花組）（1932年9月1日 - 9月30日、宝塚大劇場）
- 巴里ニューヨーク（花組）（1933年1月1日 - 1月31日、宝塚大劇場）
- ベルリンの娘（専科）（1933年5月1日 - 5月21日、中劇場）
- 佐渡おけさ／花詩集（月組）（1933年8月1日 - 8月31日、宝塚大劇場）

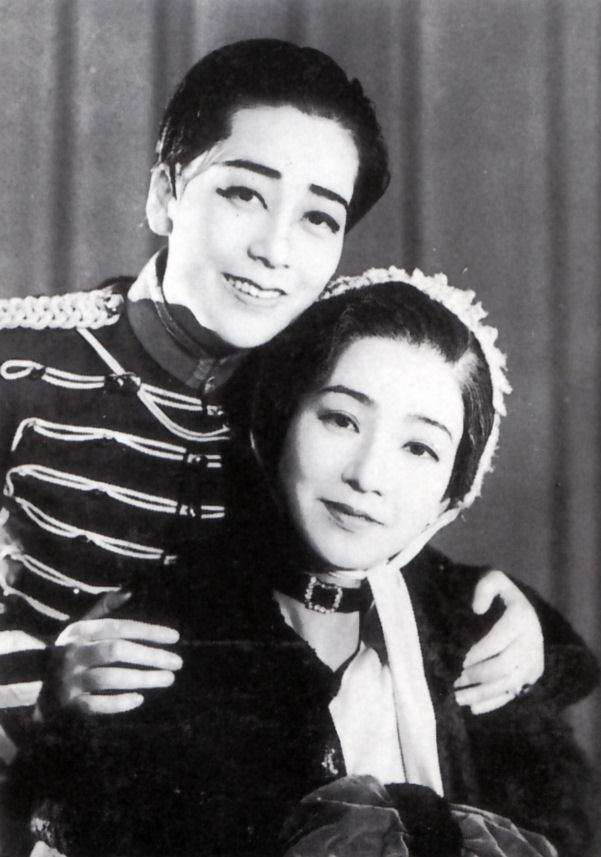
葦原邦子と園井恵子（宝塚歌劇団星組『アルルの女』（1934年））

- アルルの女 (宝塚歌劇) - フレドリ 役／ウイナー・メーデル（星組）（1934年3月1日 - 3月25日、宝塚大劇場）
- 憂愁夫人 - カール 役（星組）（1934年7月1日 - 7月31日、宝塚大劇場）
- ヂャブ・ヂャブ・コント（雪組）（1934年8月1日 - 8月31日、宝塚大劇場）
- 枕物狂／美しき千萬長者（月組）（1935年2月1日 - 2月28日、中劇場）
- マリオネット（星組）（1935年8月1日 - 8月31日、宝塚大劇場）
- ミュージック・アルバム（花組）（1936年1月1日 - 1月31日、宝塚大劇場）
- ラ・ロマンス（雪組）（1936年8月1日 - 8月31日、宝塚大劇場）
- 世界の唄（星組）（1937年1月1日 - 1月31日、宝塚大劇場）
- マンハッタン・リズム（星組）（1937年5月1日 - 5月31日、宝塚大劇場）
- 歌へモンパルナス（星組）（1937年9月1日 - 9月30日、宝塚大劇場）
- 忘れじの歌（星組）（1938年1月1日 - 1月31日、宝塚大劇場）
- 衣川合戦／スヰート・メロディ（星組）（1938年5月1日 - 5月31日、宝塚大劇場）
- 成吉思汗（星組）（1938年6月4日 - 6月19日、中劇場）
- ショウイズオン（星組）（1938年9月1日 - 9月30日、宝塚大劇場）
- 淑香傳（星組）（1938年10月12日 - 10月25日、中劇場）
- 聯隊の娘（雪組）（1939年1月1日 - 1月25日、宝塚大劇場）
- 桃花春（雪組）（1939年3月26日 - 4月25日、宝塚大劇場）[注釈 3]

### 映画
- 花つみ日記（1939年　東宝）

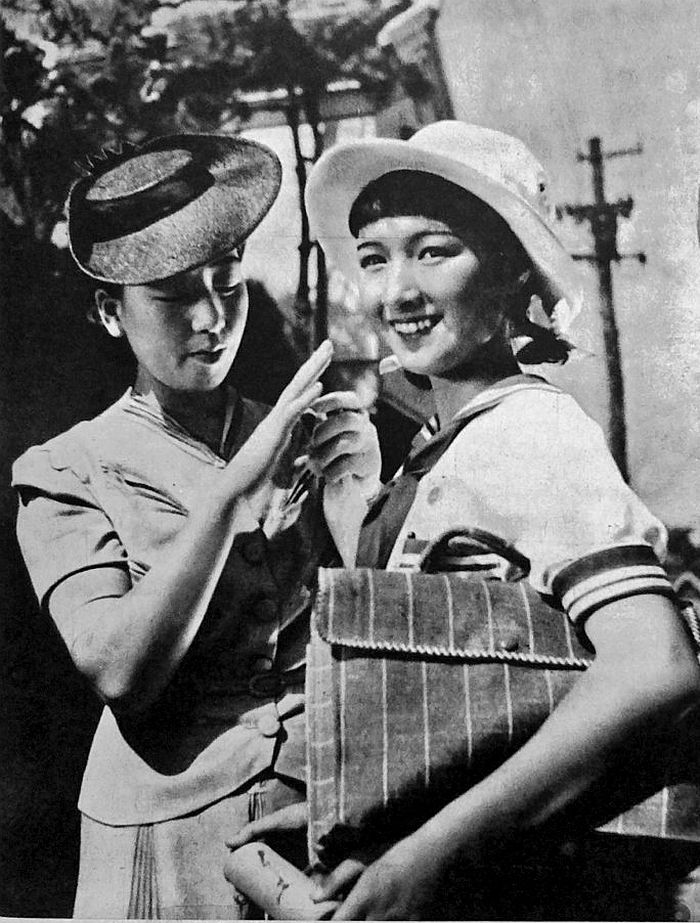
「花つみ日記」左:葦原邦子、右:高峰秀子

- 地球攻撃命令 ゴジラ対ガイガン （1972年 東宝） - おばさん[4]（須藤文夫の母[1]）
- 男はつらいよ 私の寅さん （1973年 松竹）
- スプーン一杯の幸せ（1975年 松竹）
- 先生のつうしんぼ（1977年 日活児童映画室）
- 悲愁物語（1977年 松竹）
- 片翼だけの天使（1986年 キネマ旬報社）
- さくら隊散る（1988年 独立映画センター）- 証言者

### テレビ
- 東京のプリンスたち（1959年、NET）
- 咲子さんちょっと（1961年 - 1963年、TBS）
- 青春とはなんだ（1966年、NTV・東宝） - 松井勝子の母親
- ケンちゃんシリーズ（TBS）
  - ケンちゃんトコちゃん（1970年3月5日 - 1971年3月4日） - おばあさん
  - ケーキ屋ケンちゃん（1972年3月9日 - 1973年3月1日） - おばあさん
- 鬼平犯科帳 第51話「艶婦の毒」（1970年、NET / 東宝） - 津国屋の内儀・おみな
- 連続テレビ小説 / 藍より青く（1972年 - 1973年、NHK）
- 帰ってきたウルトラマン第47話「狙われた女」（1972年、TBS） - 丘ユリ子の母親
- 火曜日の女シリーズ / ある朝、突然に…（1972年、NTV）
- 顔で笑って(1973年10月5日-1974年3月29日、TBS/大映)-花田きり
- ありがとう 第3シリーズ（1973年 - 1974年、TBS）- 寺川百子
- 明日がござる（1975年 - 1976年、TBS）
- 水戸黄門 第7部 第22話「つけ馬連れた若旦那」（1976年10月18日、TBS・C.A.L） - お房
- 刑事犬カール（1977年、TBS）
- おおヒバリ!（1977年 - 1978年、TBS）
- 日曜劇場 / 翔べイカロスの翼（1979年、TBS）
- 体験時代（1979年、12ch）- 久美子の祖母、よし乃
- 東京大地震マグニチュード8.1（1980年、YTV） - 公園で孫と散歩に来てた老婆
- 連続テレビ小説 / 虹を織る（1980年、NHK）
- 玉ねぎむいたら…（1981年、TBS）
- 土曜ワイド劇場
  - 外科病棟の女医（1983年、ANB）
  - 尼さん探偵シリーズ5・日光・川治温泉殺人事件!（1994年、ABC） - 管理人
- 平岩弓枝ドラマシリーズ
  - 女の家庭（1978年、フジテレビ系列）
  - 下町のおんなシリーズ・風子（1978年、フジテレビ系列）
  - 日蔭の女（1979年、フジテレビ系列）
  - 女たちの家（1980年、フジテレビ系列）
  - 彩りの女（1980年、フジテレビ系列）
  - 女たちの海峡（1981年、フジテレビ系列）
  - 花ホテル[5]（1983年、フジテレビ系列）
  - 女の暦（1984年、フジテレビ系列）
- 花王愛の劇場 / 家庭って?（1986年、TBS）
- 特捜最前線 第496話「翔んでる目撃者!」（1986年、ANB） - 中野はる
- 森田一義アワー 笑っていいとも!（1987年10月26日） - テレフォンショッキングゲスト
- 妻そして女シリーズ 心霊ドラマスペシャルIII『夏色怪談』（1989年8月14日 - 8月25日、MBS・TBS系） - 岡本理恵の祖母 役
- 心霊ドラマ『転生』（1991年8月20日、MBS・TBS系） - 藤森レナの祖母 役
- 火曜サスペンス劇場
  - 女監察医・室生亜季子15・扼殺〜警察を辞めて5年、あの田原警部が川越にやってきた〜（1994年2月1日、NTV）
  - 女監察医・室生亜季子21・身元不明〜6年前の蒸発事件を殺人事件に変えたタレコミ電話〜（1996年11月5日、NTV）
- 月曜ドラマスペシャル / 浅見光彦シリーズ4・佐渡伝説殺人事件（1995年、TBS）

### CM
- 大和運輸

## 著書
- 「葦笛」（1940年 秋豊園出版部）[注釈 4]
- 「若草の歌 - 葦原邦子の回想」（1959年 刀江書院）
- 「わが青春の宝塚」（1979年 善本社）
- 「夫中原淳一」（1984年 中央公論社。2000年 平凡社ライブラリー）
- 「宝塚物語」 （1985年 国書刊行会）、改訂版2014年
- 「わが歌人生」（1986年 国書刊行会）
- 「すみれ咲き愛みちて」 （1988年 「女の自叙伝」婦人画報社）

## 栄典
- 1989年 - 勲四等瑞宝章受章[6]